# Sant Pere d'Os de Civís
Sant Pere d'Os de Civís és una església romànica del municipi de les Valls de Valira (Alt Urgell) protegida com a bé cultural d'interès local. Apareix documentada per primer cop el 1312.

## Descripció
Edifici religiós originàriament romànic però modificat. Consta d'una nau amb capelles laterals. L'absis original es va transformar en un de rectangular. La portada és oberta a la façana oest. El campanar és de planta quadrada. Al mur sud, a la part antigament porxada, hi havia pintures murals que ara es conserven al Museu Diocesà de la Seu d'Urgell.